# Трета сръбска армия
Трета сръбска армия (на сръбски: Српска Трећа Армија / Srpska Treća Armija) е сръбска полева армия, която воюва през Първата световна война.
По време на Балканската война, трета армия взима участие в Битката при Куманово (23 – 24 октомври 1912) заедно с първа и втора сръбска армия. Съставена е от четири пехотни дивизии и една пехотна бригада (76 000 души), дислоцирани в две групи, първата в Топлица, а втората в Медведжа. Целта им през тази война е да завземат Косово и да се придвижат на юг, за да атакуват левия фланг на Османската армия. Трета армия е водена от Божидар Янкович.

## Състав

### 1914
- Трета армия – Команден състав във Валево
  - I Дринска пехотна дивизия – Валево
  - II Дринска пехотна дивизия – Любовия, Крупани, Лозница (резерв)

- - части, охраняващи река Дрина:
    - Части в Обреновац
      - 6 пехотни батальона
      - 1 конен отряд
      - 2 артилерийски батареи

    - Части в Шабац
      - 8 пехотни батальона
      - 1 конен отряд
      - 2 артилерийски батареи

  - Части в Лозница и Лесния
    -       - 6 пехотни батальона
      - 1 конен отряд
      - 3 артилерийски батареи

    - Части в Любовия
      - 2 пехотни батальона III
      - 1 артилерийска батарея

    - Части в Дебело бърдо
      - 1 пехотен батальон III

    - Части на четниците в Ядар – 500 четници
    - Части на четниците в Рудник – 500 четници